# Witali Jakowlewitsch Subow
Witali Jakowlewitsch Subow (russisch Виталий Яковлевич Зубов; * 16. Dezemberjul. / 29. Dezember 1902greg. in Slatoust; † 29. August 1975 in Swerdlowsk) war ein russischer Metallkundler und Hochschullehrer.

## Leben
Subow besuchte die Eisenbahnschule Nr. 90 im Bahnhof Slatoust und arbeitete dann im Slatouster Mechanik-Werk. Das Studium bei Sergei Samoilowitsch Steinberg an der Metallurgischen Fakultät des Uraler Industrie-Instituts in Swerdlowsk schloss er 1938 ab. Er blieb dort und wurde Assistent und dann Dozent. 1957 verteidigte er seine Doktor-Dissertation über die strukturellen Grundlagen der Plastizität und Elastizität einer Stahlbandfeder. Es folgte die Ernennung zum Professor. Ab 1959 leitete er den neuen Lehrstuhl für Metallkunde (bis 1972). Im Mittelpunkt seiner wissenschaftlichen Arbeit standen die Verfahren zur Herstellung von hochfestem patentierten kaltgezogenen Draht sowie die Wärmebehandlung und die Eigenschaften von Federstählen und -legierungen. Er war Autor von mehr als 250 Fachaufsätzen und 4 Monografien.

## Ehrungen, Preise
- Medaille „Für heldenmütige Arbeit im Großen Vaterländischen Krieg 1941–1945“
- Orden des Roten Banners der Arbeit (zweimal)
- Tschernow-Goldmedaille der Russischen Akademie der Wissenschaften